# Henri Malet
Henri Malet, né le 15 juillet 1888 à Deviat (Charente) et mort le 14 janvier 1971 à Paris, est un ingénieur et homme politique français.

## Biographie
Il accomplit de très brillantes études, à Polytechnique puis à l'École nationale des ponts et chaussées, obtenant dans le même temps une licence de lettres et une licence de droit. Il sort des combats de la Première Guerre mondiale brillamment décoré. Il retourne alors dans sa région natale comme ingénieur des ponts et chaussées et devient ingénieur en chef, ayant autorité sur toutes les questions d'aménagement local. Il est alors nommé président du Syndicat d'électrification de Deviat et de celui de Barbezieux, et membre du Comité consultatif des chemins de fer.
Devenu conseiller municipal de son village natal, il décide de se présenter aux élections législatives de 1932 sous la prudente bannière des Républicains de gauche, expression électorale et parlementaire de l'Alliance démocratique. Dans son programme électoral, il se prononce en faveur du renforcement de l'autorité de la Société des Nations, de l'application stricte du Traité de Versailles et pour la défense des assurés sociaux, des contribuables, des agriculteurs et, plus généralement, de tous les administrés face à l'État.
Il réussit l'exploit de battre le député républicain-socialiste sortant Jean Hennessy et rejoint le petit groupe centriste des Indépendants de gauche, qui réunit des éléments avancés de l'Alliance démocratique et quelques radicaux indépendants. Parlementaire actif, prenant essentiellement part aux débats portant sur le mode de scrutin législatif, l'encouragement à la natalité, le soutien à l'agriculture ou encore les problèmes de transports, il est néanmoins battu en 1936 par un autre républicain-socialiste, Raymond Réthoré.
Henri Malet reprend alors ses fonctions d'ingénieur et meurt en 1971 à Paris.

## Sources
- « Henri Malet », dans le Dictionnaire des parlementaires français (1889-1940), sous la direction de Jean Jolly, PUF, 1960 [détail de l’édition]